# Рам Джон Голдер
Джон Веслі Голдер (англ. John Wesley Holder; нар. 2 лютого 1934, Джорджтаун), професійно відомий як Рам Джон Голдер (англ. Ram John Holder) — британський актор і музикант гаянського походження, що розпочав свою професійну кар'єру співака в Нью-Йорку, а потім переїхав до Англії в 1962 році. Він виступав на сцені, знімався в кіно і на телебаченні, а найбільше відомий за роллю Авґуста «Поркпі» Ґранта в ситкомі «У Дезмонда» на 4-му каналі та його спінофі «Поркпі».

## Біографія

### Раннє життя
Батьки Голдера були побожними членами американської Церкви святості пілігримів. Він народився 2 лютого 1934 року та виріс у Джорджтауні, Гаяна, у 1940-1950-х роках. Під впливом церкви та музичних талантів своїх батьків він став досить досвідченим у грі на гітарі. На початку 50-х років суворе, обмежене церковне членство викликало скандал, коли він відійшов від церкви та змінив своє ім'я на «Рам» Джон. Голдер почав виступати як фолк-співак у Нью-Йорку.

## Музична кар'єра
Голдер продовжив свою подвійну кар'єру музиканта. Він записав альбоми Black London Blues (1969), Bootleg Blues (1971), You Simply Are... (1975) та Ram Blues & Soul, а також різні сингли та саундтреки до фільмів і телепередач. Він написав три пісні для екранізації фільму «Візьми таку дівчину, як ти» (1970).

## Дискографія

### Альбоми
- Blues+Gospel+Soul (Melodisc Records, 1963)
- Black London Blues (Beacon Records, 1969)
- Bootleg Blues (Beacon Records, 1971)
- You Simply Are... (Fresh Air, 1975)

### Сингли
- «I Need Somebody» (B Side: «She's Alright»), Columbia, 1967
- «My Friend Jones» (B Side: «It Won't Be Long Before I Love You»), Columbia, 1967
- «I Just Came To Get My Baby» (B Side: «Yes I Do»), Beacon, 1968
- «Goodwill To All Mankind» (B Side: «Goodwill Sermon»), Upfront, 1969
- «Battering Ram, The People's Man» (B Side: «A London Ghetto»), Fresh Air, 1973
- «Battering Ram» (B Side: «London Ghetto»), Fresh Air, 1975

## Нагороди
- Орден Британської імперії (2021)[5]